# Motorola Solutions
Motorola Solutions ist ein börsennotierter amerikanischer Hersteller von sicherheitskritischen Kommunikationslösungen für Behörden und Organisationen mit Sicherheitsaufgaben (BOS) und Unternehmen. Zu den Produkten von Motorola Solutions zählen Funkgeräte und Funksysteme sowie Videosicherheits- und Videoanalyselösungen, LTE-Endgeräte sowie entsprechende Software und Services. Hauptsitz der Motorola Solutions Inc. ist Chicago, Illinois, USA. In Deutschland ist Motorola Solutions als Motorola Solutions Germany GmbH mit Sitz in Idstein und Berlin präsent.

## Geschichte
Motorola Solutions ist 2011 aus der Aufspaltung von Motorola hervorgegangen. Während das Behörden- und Firmenkundengeschäft bei Motorola Solutions verblieb, wurde die damalige Mobilfunksparte im Unternehmen Motorola Mobility gebündelt. Rechtlich gesehen ist Motorola Solutions der direkte Nachfolger von Motorola.

Motorola blickte auf eine über 90-jährige Unternehmensgeschichte zurück, es wurde im Jahr 1928 von den Brüdern Paul V. und Joseph Galvin als Galvin Manufacturing Corporation in Chicago gegründet.
1930 brachte das Unternehmen mit dem Autoradio „Motorola“ eines der ersten kommerziell erfolgreichen Geräte dieser Art auf den Markt. Der Name „Motorola“ – eine Wortschöpfung aus „Motor“ für Motorcar und „Ola“ für den Klang, stellvertretend für Töne in Bewegung – wurde letztlich zum Namen für die neue Marke Motorola. Im Jahre 1943 präsentierte Motorola mit dem SCR300 das weltweit erste tragbare FM-Funkgerät. Mit einem Gewicht von 15,9 Kilogramm und 16 bis 32 Kilometern Reichweite wurde das als Rucksack getragene Funkgerät zur Grundausstattung der U.S. Army Signal Corps.
1968 eröffnete Motorola seinen ersten deutschen Standort in Wiesbaden. Im nachfolgenden Jahr begleitete Motorola eines der bahnbrechendsten Ereignisse des 20. Jahrhunderts: Im Juli 1969 landete die Apollo-11-Mission auf dem Mond, und ein Motorola Funktransponder übertrug nicht nur die ersten Worte zur Erde, sondern auch Telemetrie- und Trackingdaten sowie TV-Signale.
Eine weitere Neuentwicklung von Motorola war das Mobiltelefon DynaTAC, das bereits 1973 funktionsfähig produziert war. Allerdings musste noch die gesamte Kommunikationsinfrastruktur geschaffen werden, die sich für hunderte oder tausende von Anrufen in limitierten Frequenzbereichen skalieren ließ. So konnte das Motorola DynaTAC 8000X schließlich 1983 als weltweit erstes kommerzielles Mobiltelefon zertifiziert werden.
1995 stellte Motorola den weltweit ersten Zweiwege-Pager vor, mit dem Nutzer Textnachrichten und E-Mails empfangen sowie Standardantworten versenden konnten. 2012 brachte Motorola Solutions mit dem LEX700 das weltweit erste LTE-Handheld für Sicherheitsbehörden auf den Markt. 2017 wurde das global 3,5-millionste TETRA-Digitalfunkgerät ausgeliefert.